# توئن
شهر توئن (به فرانسوی: Thuin) در شهرستان توئن در استان انو در منطقه فدرال والوون در کشور بلژیک واقع شده‌است.